# Neon (Cruesa)
Neon (occità) o Néoux (francès) és un comú (municipi) al cantó d'Aubusson (departament de la Cruesa, regió de la Nova Aquitània, França). La seva població al cens de 1999 era de 300 habitants. Està integrada a la Communauté de communes d'Aubusson-Felletin.
| 1968 | 1975 | 1982 | 1990 | 1999 |
| ---- | ---- | ---- | ---- | ---- |
| 461  | 373  | 339  | 295  | 300  |

| Període | Identitat             | Partit |
| ------- | --------------------- | ------ |
| 2001-   | Jean-François Ruinaud |        |